# Danuta Glondys
Danuta Jolanta Glondys (ur. 13 września 1955 w Krakowie) – polska filolog i kulturoznawczyni, przez kilkanaście lat dyrektor Stowarzyszenia Willa Decjusza.

## Życiorys
Ukończyła filologię angielską na Uniwersytecie Jagiellońskim (1982) oraz politologię w Wyższej Szkole Humanistycznej w Pułtusku. Kształciła się także w zakresie zarządzania kulturą (1993). W latach 1993–1999 była dyrektorem Wydziału Kultury Urzędu Miejskiego w Krakowie, w latach 1999–2001 kierowała Biurem Regionalnym Local Government Partnership Programme (USAID) w Krakowie. W 2001 została dyrektorem Stowarzyszenia Willa Decjusza, a po kilkunastu latach pełnienia tej funkcji stanowisko pełnomocnika zarządu ds. międzynarodowych. Była również konsultantką Komisji Europejskiej i członkinią zespołu ekspertów zajmujących się wyborem Europejskich Stolic Kultury.
Została także nauczycielem akademickim w Wyższej Szkole Europejskiej im. ks. Józefa Tischnera w Krakowie. Jest autorką publikacji poświęconych zarządzaniu kulturą, a także kwestiom kultury w integracji europejskiej.

## Odznaczenia i wyróżnienia
W 2011, za wybitne zasługi w działalności na rzecz dialogu międzykulturowego, za osiągnięcia w pracy naukowo-publicystycznej, prezydent Bronisław Komorowski odznaczył ją Krzyżem Kawalerskim Orderu Odrodzenia Polski. W 2012 została odznaczona Odznaką Honorową Bene Merito, a w 2014 wyróżniona Brązowym Medalem „Zasłużony Kulturze Gloria Artis”. W 2022 otrzymała Nagrodę Miasta Krakowa w kategorii „kultura i sztuka”.